# 罗伯特·巴雷特
罗伯特·巴雷特（英語：Robert Barrett，1957年7月28日—），英国男子田径运动员。他曾代表英国参加1988年和1992年夏季残疾人奥林匹克运动会田径比赛，其中1988年夏季残奥会获得二枚铜牌。